# Fantask
Fantask est une revue française de bandes dessinées entrant dans la catégorie des « petits formats », publiée du mois de février à août 1969 par les éditions Lug puis, le temps de quatre numéros, de février à septembre 2001 par les éditions Semic. 
La revue présentait pour la toute première fois au public français les séries de l'éditeur Marvel comics : Fantastic Four, Silver Surfer et Amazing Spider-Man.

## Fantask(1969)
La parution s'est interrompue au bout de sept numéros pour cause de censure, formulée en ces termes, :

« Cette publication est extrêmement nocive en raison de sa science-fiction terrifiante, de ses combats traumatisants, de ses récits au climat angoissant et assortis de dessins aux couleurs violentes. L’ensemble de ces visions cauchermardesques est néfaste à la sensibilité juvénile. »

— Avis de la Commission de surveillance et de contrôle des publications destinées à l'enfance et à l'adolescence (CSCPJ).
Il semble donc que les censeurs de l'époque aient été choqués, non seulement par une excessive violence de l'action, mais, chose plus surprenante, par le caractère tout en couleurs de ce journal. Il s'agissait pourtant de son principal intérêt.
C'était la première tentative de publication, en France, d'aventures de certains super-héros alors inconnus tels que Les Quatre Fantastiques, Spider-Man ou le Surfer d'Argent, alors publiés régulièrement depuis plusieurs années aux États-Unis. Malgré cette interdiction, ils réapparaîtront dès l'année suivante dans Strange et dans Marvel. Toutefois, par prudence, les premières livraisons ne seront que des « petits formats » dépourvus de la moindre couleur vive.

## Fantask(2001)
En février 2001, Semic tenta de relancer le titre sous la forme d'un fascicule bimestriel dans lequel, sous la houlette de Jean-Marc Lofficier, paraissaient des séries d'origine italienne : Nathan Never (Sergio Bonelli Editore), ou américaine : MonkeyMan & O'Brien (Art Adams), et quelques vieilles séries des années 1960-70, ressuscitées pour l'occasion : Wampus, Homicron, la Brigade temporelle... Cependant, par manque de succès, l'expérience s'arrête en janvier 2002 au bout de cinq numéros seulement. Les personnages de l'univers Lug continueront leur existence au sein des pockets de l'éditeur jusqu'en décembre 2003 et leur arrêt définitif.